# Пантелис, Христос
Хри́стос Пантели́с (греч. Χρήστος Παντελής, англ. Christos Pantelis) – австралийский учёный греческого происхождения, профессор медицины. Научный директор Мельбурнского центра нейропсихиатрии.

## Биография
В 1977 году получил медицинскую степень в Мельбурнском университете, а также прошёл подготовку в больнице Сент-Винсент в Мельбурне.
В 1979 году начал обучение в области психиатрии в Королевском свободном госпитале в Лондоне (Англия), в ходе которого в течение 18 месяцев был учёным секретарём в госпитале Университетского колледжа Лондона и занимался эпидемиологическим исследованием шизофрении во Внутреннем Лондоне.
В 1988 году был назначен преподавателем в Медицинскую школу Чаринг-Кросс и Вестминстера в Лондоне. В этой должности он работал в академическом подразделении при госпиталях Хортона и Гордона, которым руководил профессор Томас Р. Е. Барнс. Это подразделение участвовало в ряде научных исследований шизофрении, включая феноменологию, психофармакологию, занималось изучением двигательных расстройств, нейропсихологических аспектов шизофрении, а также эпидемиологии и социально-психиатрических факторов развития этого заболевания.
В 1992 году Пантелис стал обладателем стипендия Lilly Travelling от Королевского колледжа психиатров и Фонда госпиталя Короля Эдуарда. В течение этого года был научным сотрудником Национального института психического здоровья (Вашингтон), где работал с доктором Ричардом Копполой и доктором Даниэлем Вайнбергером, разрабатывая методику волюмометрического анализа МРТ-изображений головного мозга. Затем ненадолго вернулся в Великобританию в качестве научного сотрудника. В конце 1922 года, после возвращения из Англии, профессор Пантелис работал в Научно-исследовательском институте психического здоровья и Психиатрической больнице Королевского парка. Он учредил исследовательский отдел по изучению когнитивной нейропсихиатрии, который в настоящее время базируется на НИИ психического здоровья и больнице Саншайн. Также возглавляет академическую группу в больнице Саншайн.
В 1999 году стал членом Королевского колледжа психиатров Австралии и Новой Зеландии.
До середины 1996 года был руководителем реабилитационной программы в больнице Королевского парка. В этот период он отвечал за программу реабилитации в стационаре и сыграл важную роль в разработке комплексной модели ухода за пациентами с хроническими психическими заболеваниями, а также в создании общерегионального координационного комитета по осуществлению надзора за оказанием услуг этим больным. В настоящее время занимает должность клинического директора и ведущего специалиста реабилитационного отделения для совершеннолетних психических больных (AMHRU) в больнице Саншайн. Это блок из 26 кроватей для пациентов с резистентными к терапии психозами. Принимал активное участие в планировании перевода реабилитационного отделения в больницу Саншайн и создании здесь академического и исследовательского отделов. Это включало предоставление опыта в архитектурном проектировании новых клинических и научно-исследовательских подразделений. Эти отделы были открыты в начале 2000 года.
Последние публикации Пантелиса посвящены доказательству несостоятельности генетического теста на аутизм.

## Достижения
Пантелис создал международно признанную группу по изучению шизофрении, в частности нейропсихологии и нейровизуализации этого психического расстройства. Учёный опубликовал множество статей в рецензируемых журналах, таких как «Archives of General Psychiatry», а также недавние работы в «Brain», «Brain Research Reviews», «Psychological Medicine» и других международных журналах. Опубликовал книгу о шизофрении, в которой данное заболевание рассматривается с позиции нейропсихологии.
Имеет большой опыт в применении магнитно-резонансной томографии (МРТ) головного мозга больных с психическими расстройствами, и был удостоен ряда грантов от Национального совета по здоровью и медицинским исследованиям (NHMRC) Австралии, а также крупного гранта по исследованию визуализации от Фонда Яна Поттера. Является членом Brain Network NHMRC. Эта работа была признана на международном уровне с участием приглашённых докладчиков в Великобритании и Европе.
Пантелис – учёный мирового уровня по изучению нейробиологии шизофрении.
Его последняя работа ставит под сомнение текущую гипотезу о развитии данного заболевания при неврологических расстройствах. Было, в частности, показано, что структурные аномалии головного мозга возникают на этапе перехода к психозу у лиц с высоким риском развития шизофрении.